# Siêu cúp bóng đá Pháp 2019
Siêu cúp bóng đá Pháp 2019 là trận đấu lần thứ 24 của Siêu cúp bóng đá Pháp. Trận đấu được tổ chức giữa hai đội vô địch mùa trước của giải Ligue 1 2018–19 - Paris Saint-Germain và Cúp bóng đá Pháp 2018–19 - Rennes. Trận đấu được tổ chức tại Trung tâm thể thao Đại học Thẩm Quyến ở Thẩm Quyến, Trung Quốc.
Paris Saint-Germain đã vô địch 6 lần liên tiếp sau khi đánh bại Monaco tại siêu cúp bóng đá Pháp 2018, và sau khi thắng Rennes với tỷ số 2–1, họ vô địch lần thứ 7 liên tiếp và lần thứ 9 trong lịch sử câu lạc bộ.

## Trận đấu

### Chi tiết
| Paris Saint-Germain         | 2–1      | Rennes      |
| --------------------------- | -------- | ----------- |
| - Mbappé 57' - Di María 73' | Chi tiết | - Hunou 13' |

| Paris Saint-Germain | Rennes |

| GK               | 16 | Alphonse Areola |       |     |
| RB               | 12 | Thomas Meunier  | 7'    | 80' |
| CB               | 4  | Thilo Kehrer    |       |     |
| CB               | 22 | Abdou Diallo    |       |     |
| LB               | 14 | Juan Bernat     | 23'   |     |
| RM               | 21 | Ander Herrera   |       | 61' |
| CM               | 5  | Marquinhos (c)  |       | 78' |
| LM               | 6  | Marco Verratti  |       |     |
| RW               | 19 | Pablo Sarabia   | 90'   |     |
| CF               | 9  | Edinson Cavani  |       |     |
| LW               | 7  | Kylian Mbappé   | 90+3' |     |
| Thay người:      |    |                 |       |     |
| GK               | 1  | Kevin Trapp     |       |     |
| DF               | 2  | Thiago Silva    |       | 80' |
| DF               | 20 | Layvin Kurzawa  |       |     |
| DF               | 31 | Colin Dagba     |       |     |
| DF               | 37 | Arthur Zagre    |       |     |
| MF               | 8  | Leandro Paredes |       | 78' |
| FW               | 11 | Ángel Di María  | 74'   | 61' |
| Huấn luyện viên: |    |                 |       |     |
| Thomas Tuchel    |    |                 |       |     |

| GK               | 40 | Tomáš Koubek        |       |     |
| RB               | 14 | Benjamin Bourigeaud | 45+2' | 68' |
| CB               | 26 | Jérémy Gelin        |       |     |
| CB               | 3  | Damien Da Silva (c) |       |     |
| CB               | 21 | Jérémy Morel        |       |     |
| LB               | 17 | Faitout Maouassa    |       |     |
| RM               | 12 | James Lea Siliki    | 72'   | 84' |
| CM               | 8  | Clément Grenier     |       |     |
| LM               | 18 | Eduardo Camavinga   |       |     |
| CF               | 23 | Adrien Hunou        |       | 46' |
| CF               | 20 | Flavien Tait        |       |     |
| Thay người:      |    |                     |       |     |
| GK               | 1  | Romain Salin        |       |     |
| DF               | 4  | Gerzino Nyamsi      |       |     |
| DF               | 31 | Sacha Boey          |       | 46' |
| MF               | 6  | Jakob Johansson     |       |     |
| MF               | 22 | Romain Del Castillo |       | 84' |
| MF               | 34 | Yann Gboho          |       | 68' |
| FW               | 32 | Lucas Da Cunha      |       |     |
| Huấn luyện viên: |    |                     |       |     |
| Julien Stéphan   |    |                     |       |     |

| Cầu thủ xuất sắc nhất trận: Kylian Mbappé (Paris Saint-Germain) Trợ lý trọng tài: Frédéric Haquette Hicham Zakrani Trọng tài thứ 4: Mikael Lesage | Quy tắc trận đấu - 90 phút chính thức. - Đá luân lưu nếu tỷ số hòa. - Mỗi đội được đăng ký tối đa 7 cầu thủ dự bị, được thay tối đa 3 người. |